# 谷崎眞行
谷崎 眞行（たにざき まさゆき、1942年5月 - ）は、瀬戸内市病院事業管理者。専門は心臓血管外科。

## 学歴
- 1967年　岡山大学医学部卒業

## 経歴
- 1968年　岡山大学医学部第2外科学教室入局
- 1980年　国立岡山病院心臓血管外科医長
- 1999年　国立岡山病院診療部長
- 2000年　国立岡山病院副院長
- 2006年　瀬戸内市病院事業管理者

## 人物
- 国立病院が独立行政法人化、国立病院機構岡山医療センターとなった際、この立ち上げにも深くかかわりを持った
- 瀬戸内市長の立岡脩二に請われて病院事業管理者に就任したが、初年度は赤字額が前年度より増えてしまった
- 就任後4年間で病院事業を黒字に転換すると公約している

## 病院
- 瀬戸内市立瀬戸内市民病院